# Assurance-vie pour les non-résidents français
 (juillet 2012).
Si vous disposez d'ouvrages ou d'articles de référence ou si vous connaissez des sites web de qualité traitant du thème abordé ici, merci de compléter l'article en donnant les références utiles à sa vérifiabilité et en les liant à la section « Notes et références ».
L'assurance-vie pour les non-résidents français offre aux contribuables non domiciliés en France des avantages fiscaux,.

## Définition
L'assurance-vie, grâce à sa fiscalité intéressante est, depuis de nombreuses années, le placement préféré des Français. 
Pour les Français expatriés, non résidents fiscaux en France, ce placement offre des possibilités intéressantes en matière de fiscalité.

## Fiscalité
On devrait plutôt dire « les » fiscalités puisqu'elles diffèrent selon le pays dans lequel on est résident fiscal.
Il faut d'abord distinguer deux grandes catégories :
– les pays n'ayant pas de convention fiscale avec la France ;
– ceux ayant signé une convention.
Dans le premier cas, les règles françaises s'appliquent intégralement, ainsi que les éventuelles règles du pays de résidence. Mais dans le deuxième, s'il existe certains avantages fiscaux qui s'appliquent à tous les non-résidents fiscaux, d'autres sont définis par la convention particulière passée entre la France et le pays de résidence. En particulier, si ce pays soumet à imposition les revenus issus de l'assurance-vie, les termes de la convention permettent d'éviter dans une certaine mesure la double imposition.

## Avantages fiscaux
Au niveau de l'assurance-vie les non-résidents ne sont pas soumis aux prélèvements sociaux. Ces prélèvements sont de 17,2 % en France (depuis janvier 2018).
En ce qui concerne le capital décès, il existe en France, pour les versements effectués avant l'âge de 70 ans, une exonération des droits de succession à concurrence de 152 500 euros par bénéficiaire (toutes assurances confondues) au-delà, il existe une imposition forfaitaire de 20 %.
Depuis le 31 juillet 2011, la fiscalité applicable au capital décès a changé. Les non-résidents bénéficient désormais d'une exonération totale du capital décès sur les primes versées avant l'âge de 70 ans à la double condition que l'assuré soit non-résident fiscal français au moment du décès et que le bénéficiaire ne soit pas, non plus, résident fiscal en France ou ne l'ait pas été au moins durant six années au cours des dix années précédant le décès.
Les revenus et plus-values sont exonérés d'impôts pendant la phase de capitalisation. 
À l'occasion des rachats, une imposition des rachats peut être appliquée.
En France, il existe le choix :
– soit d'intégrer ces intérêts dans son revenu imposable ;
– soit de demander un prélèvement libératoire.
Dans ce cas, il existe un barème dégressif :
– 35 % si le rachat intervient avant la 4e année ;
– 15 % entre la 4e et la 8e année ;
– 7,5 % au-delà de 8 ans(exonération en deçà de 9 200 euros pour un couple et 4 600 euros pour une personne seule).
En tant que non-résident, les prélèvements libératoires sont la règle.
Pour les pays n'ayant pas signé de conventions, les prélèvements libératoires sont les mêmes qu'en France.
Pour les pays ayant signé une convention avec la France, ces prélèvements peuvent varier entre 0 % pour un certain nombre de pays (Allemagne, Royaume-Uni, Suisse, Suède, Autriche, États-Unis…) et 15 % (Turquie, Mexique, Inde…).
Dans tous les cas, la meilleure des deux fiscalités s'applique :
exemple : pour un Français résident fiscal en Chine, la convention fiscale prévoit des prélèvements libératoires de 10 %. Si un rachat a lieu les huit premières années, le prélèvement sera de 10 % car inférieur aux prélèvements de 35 % (de 0 à 4 ans) et 15 % (de 4 à 8 ans) qui seraient appliqués en France. Par contre, au-delà de huit ans, le taux français de 7,5 % sera appliqué car plus intéressant.